# Melinda Patyi
Melinda Patyi (Debrecen, 3 de abril de 1983) es una deportista húngara que compitió en piragüismo en la modalidad de aguas tranquilas. Ganó 3 medallas en el Campeonato Mundial de Piragüismo entre los años 2003 y 2007, y 8 medallas en el Campeonato Europeo de Piragüismo entre los años 2004 y 2008.

## Palmarés internacional
| Campeonato Mundial | Campeonato Mundial           | Campeonato Mundial | Campeonato Mundial |
| Año                | Lugar                        | Medalla            | Competición        |
| ------------------ | ---------------------------- | ------------------ | ------------------ |
| 2003               | Gainesville (Estados Unidos) | Medalla de oro     | K2 200 m           |
| 2006               | Szeged (Hungría)             | Medalla de oro     | K4 200 m           |
| 2007               | Duisburgo (Alemania)         | Medalla de plata   | K4 200 m           |
| Campeonato Europeo |                              |                    |                    |
| Año                | Lugar                        | Medalla            | Competición        |
| 2004               | Poznań (Polonia)             | Medalla de plata   | K2 200 m           |
| 2005               | Poznań (Polonia)             | Medalla de plata   | K4 200 m           |
| 2006               | Račice (República Checa)     | Medalla de oro     | K4 200 m           |
| 2007               | Pontevedra (España)          | Medalla de plata   | K4 200 m           |
| 2007               | Pontevedra (España)          | Medalla de plata   | K4 500 m           |
| 2007               | Pontevedra (España)          | Medalla de bronce  | K2 200 m           |
| 2008               | Milán (Italia)               | Medalla de oro     | K4 200 m           |
| 2008               | Milán (Italia)               | Medalla de bronce  | K2 200 m           |